# جانيس فاهتر
جانيس فاهتر (بالإستونية: Janis Vahter)‏ مواليد 22 أغسطس 1986 في إستونيا، هو لاعب كرة سلة إستوني. بدأ مسيرته الاحترافية في سنة 2004. يحمل الرقم 4. يبلغ طوله 6 قدم 4 بوصة (1.9 م). لعب مع راكفيره تارفاس في الدوري الإستوني الممتاز لكرة السلة.

## الإنجازات
- الدوري الإستوني الممتاز لكرة السلة
  - الوصافة: 2009-10
  - المركز الثالث: 2004-05، 2005–06، 2009–10، 2011-12
- كأس إستونيا لكرة السلة
  - الوصافة: 2010–11
  - المركز الثالث: 2011-12
- دوري البلطيق لكرة السلة
  - الوصافة: 2011-12

## روابط خارجية
- جانيس فاهتر على موقع الاتحاد الدولي لكرة السلة (الإنجليزية)
- جانيس فاهتر على موقع كرة السلة الأوروبية.كوم (الإنجليزية)
- جانيس فاهتر على موقع ريلجم (الإنجليزية)
- جانيس فاهتر على موقع بروبوليرز (الإنجليزية)